# سوزان إيفانز ماكلاود
سوزان إيفانز ماكلاود (بالإنجليزية: Susan Evans McCloud)‏ (28 يوليو 1945)؛ شاعرة، كاتِبة وروائية أمريكية.

## روابط خارجية
- سوزان إيفانز ماكلاود على موقع ميوزك برينز (الإنجليزية)
- سوزان إيفانز ماكلاود على موقع ديسكوغز (الإنجليزية)